# Arca (muzyk)
Arca (ur. 14 października 1989), właśc. Alejandra Ghersi Rodríguez – wenezuelska muzyczka, producentka muzyczna, piosenkarka, DJ-ka i modelka. Jako nastolatka zaczęła wydawać muzykę pod nazwą Nuuro. Po ukończeniu Clive Davis Institute of Recorded Music, Ghersi wydała EP-kę Baron Libre (2012) pod pseudonimem Arca, a następnie wydała 2 EP-ki, Stretch 1 i Stretch 2; na tej ostatniej, Arca zaczęła eksperymentować z hip-hopem.
Po EP-kach wydała dwa albumy, Xen (2014) i Mutant (2015), wszystkie piosenki na albumach nie zawierały wokalu i były to instrumentale. Potem w 2017 roku wydała trzeci album Arca, który był pierwszym albumem z jej wokalem. W latach 2020–2021 wydała serię pięciu albumów, zaczynając od Kick I (2020), a kończąc na Kick IIIII (2021). W serii albumów poruszała tematy tożsamości płciowej i niebinarności, szczególnie po zrobieniu coming outu w 2018 roku.
Arca współpracowała również z innymi artystami jako producentka i współpracowniczka. Otrzymała możliwość tworzenia albumu Kanye’go Westa Yeezus (2013), FKA Twigs EP2 (2013), LP1 (2014) i Björk Vulnicura (2015), Utopia (2017).

## Wczesne lata
Arca urodziła się 14 października 1989 roku w Caracas jako Alejandro Ghersi. Ma starszego brata, którego kolekcję muzyczną słuchała w dzieciństwie.
W okresie dojrzewania zaczęła tworzyć muzykę elektroniczną w FL Studio i zaczęła ją wydawać pod pseudonimem Nuuro; zdobyła popularność i pochwały w swoim ojczystym kraju. Potem zaczęła uczęszczać do Clive Davis Institute of Recorded Music na NYU.

## Kariera

### 2012-2016: Produkcja, EP-kiStretch, &&&&&, XeniMutant
1 lutego 2012 roku, Ghersi wydała debiutancką EP-kę Baron Libre, pod pseudonimem Arca, nakładem UNO NYC. Później w tym samym roku wydała jeszcze dwie EP-ki, Stretch 1 i Stretch 2, 19 kwietnia i 6 sierpnia.
W 2013, Arca dostała możliwość produkowania i pisania tekstu dla pięciu piosenek na albumie Kanye’go Westa Yeezus, który został wydany 18 czerwca. W tym samym roku, 23 lipca, wydała swój debiutancki mixtape &&&&& poprzez SoundCloud nakładem Hippos In Tanks.
11 września 2014 roku, ogłoszono, że Arca podpisała kontrakt z wytwórnią Mute Records i w tym samym dniu wydała główny singiel „Thievery”, ze swojego debiutanckiego albumu studyjnego, Xen. 31 października został wydany jeszcze jeden singiel przed wydaniem albumu, „Now You Know” wraz z teledyskiem. Xen został wydany 4 listopada 2014 roku. nakładem Mute Records. Arca wniosła znaczący wkład w produkcję ósmego albumu studyjnego Björk Vulnicura, który został wydany 20 stycznia 2015 roku. Została uznana za współproducentkę siedmiu utworów i współscenarzystkę dwóch utworów. Według Ghersi, obie zaczęły współpracować po tym, gdy menadżer Björk wysłał jej mixtape &&&&&, a Ghersi kontaktowała się z artystką przez e-maila.
20 listopada 2015 roku, Arca wydała swój drugi album studyjny Mutant, a 4 lipca 2016 roku wydała mixtape Entrañas.

### Od 2017:Arcai seriaKick.
22 lutego 2017 roku, Arca podpisała kontrakt z wytwórnią XL Recordings i wydała singiel „Piel”, który był głównym singlem z jej trzeciego albumu studyjnego, Arca. Na albumie się pojawiły jeszcze trzy single: „Anoche”, „Reverie” i „Saunter”. Arca został wydany 7 kwietnia 2017 roku, nakładem XL Recordings. W tym samym roku, Arca ponownie współpracowała z Björk nad jej dziewiątym albumem, Utopia, produkując zdecydowaną większość piosenek.
19 lutego 2020 roku, Arca wydała mixtape w postaci 62-minutowego singla, @@@@@. Jej czwarty album studyjny, Kick I, z udziałem takich artystów jak: Björk, Rosalía, Shygirl i Sophie, został ogłoszony 3 marca, jako część serii i wydany 26 czerwca; za ten album Arca została nominowana do nagrody Grammy 2021. 3 września 2021 roku, został wydany trzeci remix album Lady Gagi, Dawn of Chromatica, na którym się znajduje remix piosenki „Rain On Me” z Arianą Grande, która została zremiksowana przez Arca.
Kontynuacje albumu Kick I, zatytułowane Kick II, Kick III, Kick IIII, miały pierwotnie zostać wydane 3 grudnia 2021 roku. Jednak Arca zaczęła wydawać albumy 30 listopada, zaczynając od Kick II, Kick III został wydany dzień po poprzednim albumie, a Kick IIII tak samo, czyli dzień po wydaniu Kick III. Jednak piąta odsłona serii Kick, Kick IIIII, został wydany „jako niespodzianka” 3 grudnia.

## Życie osobiste
Arca zrobiła coming out jako osoba niebinarna w 2018 roku, później dodając, że identyfikuje się jako transpłciowa kobieta.

## Dyskografia
- Xen (2014)
- Mutant (2015)
- Arca (2017)
- Kick I (2020)
- Kick II (2021)
- Kick III (2021)
- Kick IIII (2021)
- Kick IIIII (2021)

## Nagrody i nominacje
| Rok  | Nagroda                         | Kategoria                                   | Nominowane dzieło | Rezultat  |
| ---- | ------------------------------- | ------------------------------------------- | ----------------- | --------- |
| 2016 | AIM Independent Music Awards    | Independent Album of the Year               | Mutant            | Nominacja |
| 2020 | Best Art Vinyl                  | Best Vinyl Art                              | Kick I            | Nominacja |
| 2022 | Berlin Music Video Awards       | Best Editor                                 | „Cayó”            | Nominacja |
| 2021 | GLAAD Media Awards              | Outstanding Breakthrough Music Artist       | Kick I            | Nominacja |
| 2021 | Grammy Awards                   | Best Dance/Electronic Album                 | Kick I            | Nominacja |
| 2021 | Latin Grammy Awards             | Best Alternative Music Album                | Kick I            | Nominacja |
| 2022 | Latin Grammy Awards             | Best Alternative Music Album                | Kick II           | Nominacja |
| 2018 | Libera Awards                   | Best Outlier Album                          | Arca              | Nominacja |
| 2018 | Libera Awards                   | Video of the Year                           | „Reverie”         | Nominacja |
| 2021 | Libera Awards                   | Best Dance/Electronic Record                | Kick I            | Nominacja |
| 2021 | Libera Awards                   | Best Live/Livestream Act                    | Ona               | Nominacja |
| 2022 | Libera Awards                   | Best Latin Record                           | Kick II           | Nominacja |
| 2022 | Libera Awards                   | Best Electronic Record                      | Kick III          | Nominacja |
| 2023 | m-v-f- Awards                   | Best Music Video                            | „Prada/Rakata”    | Nominacja |
| 2023 | m-v-f- Awards                   | Audience Choice                             | „Prada/Rakata”    | Wygrana   |
| 2023 | m-v-f- Awards                   | Best Animation                              | „Prada/Rakata”    | Nominacja |
| 2022 | NME Awards                      | Best Producer                               | Ona               | Nominacja |
| 2014 | Rober Award Music Prize         | Best Promotional Video                      | Trauma            | Nominacja |
| 2014 | Rober Award Music Prize         | Best Latin Artist                           | Ona               | Nominacja |
| 2014 | Rober Award Music Prize         | Best Electronic Music Artist                | Ona               | Nominacja |
| 2015 | Rober Award Music Prize         |                                             | Ona               | Nominacja |
| 2017 | Rober Award Music Prize         |                                             | Ona               | Nominacja |
| 2023 | Rolling Stone en Español Awards | Music Producer of the Year                  | Ona               | Nominacja |
| 2022 | UK Music Video Awards           | Best Dance/Electronic Video – International | „Prada/Rakata”    | Wygrana   |
| 2022 | UK Music Video Awards           | Best Visual Effects in a Video              | „Prada/Rakata”    | Nominacja |